# NGC 3417
NGC 3417 est une galaxie spirale située dans la constellation du Lion. NGC 3417 a été découverte par l'astronome allemand Albert Marth en 1865.

## Caractéristiques
Sa vitesse par rapport au fond diffus cosmologique est de 6 874 ± 25 km/s, ce qui correspond à une distance de Hubble de 101,4 ± 7,1 Mpc (∼331 millions d'al).
Selon la base de données Simbad, NGC 3417 est une galaxie active de type Seyfert 2.